# ジョン・ヒェウォン
ジョン・ヒェウォン（朝: 정혜원、1984年1月26日 - ）は、韓国の女性声優。

## 人物
- 趣味は水泳、スクーバダイビング、野球。

## 出演作品

### アニメ
- 侵略!イカ娘 - イカ娘
- 101匹わんちゃんストリート - ママ、ダラス、ディージー
- ケロロ軍曹 - 日向夏美 (カートゥーン ネットワーク版)
- 鋼消防ファイヤーロボ - セナ
- 怪盗ジョーカー - スーコン
- ラウド・ハウス - ルアン・ラウド、ラナ・ラウド
- ロボカーポリー - ブルニ
- メタルファイトベイブレード - サラ、モティ
- パワーバトル ウォッチカー - アリ
- キャッチ!ティニピン - 투투핑

### 劇場版
- BORUTO -NARUTO THE MOVIE- - うちは サラダ

### ゲーム
- デスティニーチャイルド
- クッキーラン: キングダム - ブラックベリー味クッキー
- ソウルワーカー